# Пасічник Анатолій Євгенович
Пасічник Анатолій Євгенович (нар. 24 серпня 1959 р., смт. Нова Ушиця, Хмельницька область) — поет, член Хмельницької літературної спілки «Поділля».

## Життєпис
З'явився на світ у сім'ї службовця. У 1976 році закінчив Новоушицьку середню школу. у 1981 році завершив Новоушицький технікум механізації сільського господарства. Після закінчення тривалий час працював на підприємствах М.Хмельницького, активно займаючись громадською діяльністю. У 1988 р. закінчив Кам'янець-Подільський державний педагогічний інститут (Кам'янець-Подільський національний університет і́мені Івана Огієнка). Працював у школах вчителем фізвиховання та на підприємствах міста Хмельницького. У 1991-му році, маючи певний обсяг знань з області лікувальної фізкультури й масажу, працює інструктором з лікувальної фізкультури в Новоушицькій районній лікарні.

## Творчість
Вірші почав писати у 1981—1983 рр. Друкувався у районній газеті «Наддністрянська правда», згодом — в обласних періодичних виданнях: «Подільські вісті» та тодішньому «Ровеснику». Вірші представлені в обласних поетичних антологіях «Безсоння Вишень» (2000), «Осик осінній сон» (2002). У 2006 році вірш «Серпень» друкувався в українській газеті «Сільські вісті».
Пісня «Купальська ніч» на слова А. Пасічника у виконанні Народного артиста України Івана Поповича стала лауреатом пісенного радіофестивалю «Наша пісня року» (2011).
Багато віршів А. Пасічника покладено на музику: «Ластівка» та «Оберіг» (музика та виконання Павла Дворського), «Кімната в серці моїм» (у виконанні Братів Гжегожевських), «Різдвяна ніч» та «Києве мій» (слова Анатолія Пасічника та Олександра Бобровнікова, музика та виконання Олександра Бобровнікова), «Добре слово» (музика та виконання Дмитра та Назарія Яремчуків.) та інші.
У міжнародному  конкурсі — фестивалі «Шлягер року-2016» до числа переможців потрапила його пісня «Добре слово» у виконанні Назарія та Дмитра Яремчуків.
В січні 2017 року в Хмельницькій обласній філармонії на підставі творчості  Анатолія Пасічника відбувся концерт «Для тебе співаю, моя Україно. Для тебе співаю, Поділля моє!», де на слова  поета прозвучали пісні, в тому числі на спортивну тематику: «Подільський спорт», «Олімпійський лелека», «Шестиметрові рубежі», «Від України до Пекіну», «Мелодія доблесті», створені у співавторстві з композитором Володимиром Гамерою з Рівненщини та земляками-виконавцями Юрієм Ящуком і Лесею Стасишиною. Отримав сертифікат учасника ХІІ Всеукраїнського конкурсу спортивних телепрограм за створений відеоролик «Ветерани подільського спорту»(2017).

### Цитати про творчість поета
«Найбільш прикметний прояв його мистецьких зацікавлень — це традиційна лірика, світ любовних почуттів, емоційних переживань довколишньої природи, широкий і глибокий світ почуттів, перемитий у безкінечну ріку мінливо -традиційних і сучасних образів» (Людмила Лисенко).
«В … поетичній збірці Анатолія Пасічника „Небесні струни благочестя“ підіймаються складні злободенні питання людських взаємовідносин, оспівуються кращі людські почуття та етично моральні норми. Автор в своїх роздумах шукає одвічних доріг добра і любові і кличе нас на ці дороги» (Микола Балема).

## Відзнаки
Призер конкурсу «Летіли журавлі на Чорнобиль» (м. Житомир) (2000).
Третє місце в конкурсі творів про матір у всеукраїнській мережі профспілок охорони здоров'я (м. Київ) (2002).
Лауреат обласної літературної премії Миколи Годованця за написання збірки поезії «Коли совісті голос мовчить» (2011).
Номінант обласної літературної премії імені Миколи Федунця з поетичною збіркою «Небесні струни благочестя» (2018).
Крайова премія імені Лесі Українки (2021)